# Hydromedusa casamayorensis
Hydromedusa casamayorensis es una especie extinta de tortuga quélida integrante del género Hydromedusa, cuyas representantes vivientes son denominadas comúnmente tortugas acuáticas de cuello largo, tortugas de cuello de víbora o tortugas de río. Habitó en el Eoceno medio en lo que hoy es la porción austral del Cono Sur de Sudamérica.

## Taxonomía
Descripción original
Esta especie fue descrita originalmente en el año 2002 por los paleontólogos Marcelo Saúl de la Fuente y Paula Bona.
Localidad tipo
La localidad tipo referida es: “Cañadón Hondo, Paso Niemann, Provincia del Chubut, Argentina”. Esta localidad es una depresión erosiva ubicada a 65 km al nornoroeste de la ciudad de Comodoro Rivadavia.
Holotipo
El ejemplar holotipo es el catalogado como: MCNMP 736h, se trata de un hueso nucal, el que estaba asociada a material fragmentario del plastrón. Fue colectado en la década de 1960 por el paleontólogo Galileo Scaglia y depositado en la colección paleontológica del Museo Municipal de Ciencias Naturales Lorenzo Scaglia (MCNMP), ubicado en la ciudad de Mar del Plata, en la costa marítima de la provincia de Buenos Aires, centro-este de la Argentina.
Diversos autores ya habían asignado ese material al género Hydromedusa y en 1993 se había sugerido que pertenecían a un taxón específico no descrito.
Etimología
Etimológicamente el término genérico Hydromedusa se construye con palabras del idioma griego, ὕδωρ (húdōr, hydor= “agua”, hydre= “reptil acuático”) y Μέδουσα (Médousa) desde μέδω (médō, medon= “guardián”, “protector”). El epíteto específico casamayorensis alude al estrato portador del material tipo, atribuido a una edad SALMA Casamayorense.

## Procedencia estratigráfica y edad atribuida
Hydromedusa casamayorensis solo es conocida por el registro fósil exhumado en una pequeña región de la Patagonia argentina. Los restos que permitieron su descripción fueron encontrados en un horizonte terrestre adscripto a los niveles más bajos de la Formación Sarmiento (= Formación Cañadón Hondo), SALMA Casamayorense, correspondiente a al Eoceno medio.  También fueron encontrados restos de una tortuga asignados a Hydromedusa cf. casamayorensis en Cerro Hansen (zona del litoral del golfo San Jorge en la provincia del Chubut, Argentina), en estratos pertenecientes a la formación Salamanca, de edad Daniense, lo que situaría el origen de la especie 20 Ma antes respecto a las muestras típicas, siendo así el más antiguo Chelonii de Sudamérica. De este modo, su biocrón comprendería desde 66 Ma hasta 37 Ma.
En el año 2018 se describió un lote de 27 especímenes de esta especie del Eoceno medio de la Formación Sarmiento en Cañadón Hondo; dichos materiales, en su mayoría fueron descubiertos por los equipos del Museo Paleontológico Egidio Feruglio y del Museo de Historia Natural de San Rafael (Mendoza) durante una serie de expediciones de campo efectuadas en los veranos australes de 2010 y 2012. Un espécimen adicional fue exhumado por el técnico Pablo Puerta, en la misma área, pero en el año 2001. El análisis de todos estos materiales permitió evaluar nuevas características propias de esta tortuga, enmendar el diagnóstico original y respaldar su validez como un taxón distinto.

## Relaciones filogenéticas
Hydromedusa casamayorensis se incluye en el género de tortugas sudamericanas Hydromedusa (creado en 1830 por Johann Georg Wagler), siendo esta su única especie extinta, habitando las dos restantes en el este de Brasil (H. maximiliani) y en la cuenca del Plata (H. tectifera).
Hydromedusa casamayorensis, además, está muy estrechamente relacionado con el género de tortugas fósiles Yaminuechelys. El clado que ambos taxones forman, más el género Chelodina (de Australasia) representan un grupo monofilético —apoyado por caracteres craneales y postcraneales derivados— antiguo conjunto que se diferenció en la Patagonia por lo menos en el Cretácico tardío.